# Paniforte

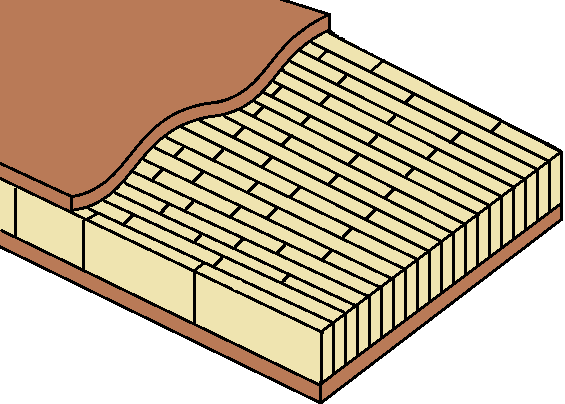
È lo schema di un paniforte. L'anima è costituita dai listelli, le pelli da fogli di compensato.

Il paniforte è un semilavorato del legno: è costituito da un'anima formata da listelli accostati e da due facce di piallacci o compensato. 
In genere le due facce del paniforte sono di pioppo o di betulla e per i listelli si usa legno duro, che riempie il paniforte a costituirne l'anima: di fatto è un materiale composito affine ai pannelli sandwich, che unisce leggerezza a rigidezza oltre che stabilità (rispetto alle variazioni di temperatura e umidità). Il tutto va a definire lastre dello spessore fino a 50 mm. Essendo facile da lavorare e assemblare è usato per costruire scaffali, mobili e porte e piani grandi e robusti. I listelli interni possono avere varie dimensioni: piccoli e rettangolari giustapposti per il lato lungo fino a dimensioni maggiori di 25 × 75 mm di sezione. Così come i pannelli sandwich hanno un'alta rigidezza per via dei listelli. A migliorare l'aspetto estetico spesso i bordi sono strisce termoadesive o  strisce di legno massello. Come materiale base si usa legno di minor pregio perché deriva dalle rimanenze di tagli precedenti delle falegnamerie.
Non vanno confusi con i più economici e leggeri pannelli tamburati, costituiti sempre da due fogli sottili di compensato, mentre per anima hanno delle strutture a nido d'ape in o listelli in legno alternati, usati spesso nell'arredamento (ad esempio porte).